# Linda Mvusi
Linda Mvusi (Bloemfontein, 1955) è un'attrice sudafricana.
Nel 1988 ha vinto il premio per la miglior attrice al Festival di Cannes per Un mondo a parte assieme a Barbara Hershey e Jodhi May.